# Мендес, Альберто
Альбе́рто Ме́ндес (исп. Alberto Méndez; 27 августа 1941, Мадрид — 30 декабря 2004) — испанский писатель, известный в основном по сборнику рассказов «Слепые подсолнухи». Лауреат испанской национальной премии по литературе 2005 года (награждён посмертно).

## Биография
Сын переводчика и поэта Хосе Мендеса Эрреры, Альберто Мендес провёл детство в Мадриде. Учился в Риме, изучал философию и литературу в Университете Комплутенсе в Мадриде. Приверженец левых взглядов, до 1982 года состоял в Коммунистической партии Испании. Работал в национальных и международных издательствах.
Последнее из четырёх произведений в сборнике «Слепые подсолнухи», давшее название изданию, было экранизировано в 2008 году под одноимённым названием режиссёром Хосе Луисом Куэрдой.